# Калоокан
Калоо́кан (таг. Caloocan) — крупный (в составе агломерации Большая Манила) город Филиппин, экономический, политический, культурный центр, считается одним из городов-миллионеров, фактически — один из районов Большой Манилы.
Население — 1 337 714 (2007). С пригородами — 12 285 000 человек (2005). Является одним из городов с самой высокой плотностью населения в мире.

## Название
Название Калоокан происходит от тагальского слова lo-ok, kalook-lookan (kaloob-looban), означающего «самая внутренняя территория».

## История
Город имел большое значение в период Филиппинской революции. В городе в 1933 году возведён памятник революционеру Андесу Бонифацио, увековечивающий первую битву революции 3 августа 1896 года.

## Демография
| Город Калоокан | Город Калоокан      | Город Калоокан          |
| Год            | Население Калоокана | % от населения Филиппин |
| -------------- | ------------------- | ----------------------- |
| 1975           | 397 201             |                         |
| 1980           | 467 816             | 3,3 %                   |
| 1990           | 763 415             | 5,0 %                   |
| 1995           | 1 023 159           | 6,0 %                   |
| 2000           | 1 177 604           | 3,1 %                   |
| 2007           | 1 378 856           | 2,2 %                   |

## Административно-территориальное деление
Калоокан входит в Национальный столичный регион (National Capital Region) — единственный регион Филиппин, не делящийся на провинции. Кроме Калоокана, столичную агломерацию составляют следующие города: Манила, Навотас, Малабон, Валенсуэла, Марикина, Пасай, Пасиг, Мандалуйонг, Сан-Хуан, Макати, Тагиг, Паранаке, Лас-Пиньяс, Мунтинлупа, Кесон.

### Мэры Калоокана
| Город Калоокан   | Город Калоокан       |
| Период правления | Мэр                  |
| ---------------- | -------------------- |
| 1962—1971        | Macario Asistio, Sr. |
| 1972—1976        | Marcial Samson       |
| 1976—1978        | Alejandro Fider      |
| 1978—1980        | Virgilio Robles      |
| 1980—1986        | Macario Asistio, Jr. |
| 1986             | Virgilio Robles      |
| 1986—1988        | Antonio Martinez     |
| 1988—1995        | Macario Asistio, Jr. |
| 1995—2004        | Reynaldo Malonzo     |
| 2004—2013        | Enrico Echiverri     |
| 2013 — н.в.      | Oscar Malapitan      |

## Организации, расположенные в Калоокане
- Университет Калоокана
- Штаб-квартира крупнейшего филиппинского производителя автобусов Victory Liner, Inc.

## Известные уроженцы
- Акино де Рамос, Мельхора (1812—1919) — филиппинская революционерка. За свой вклад в историю Филиппин получила звание Великой женщины революции и стала национальным героем своей страны.
- Хесус, Грегория де (1875—1945) — филиппинская революционерка.